# Felis (chòm sao)

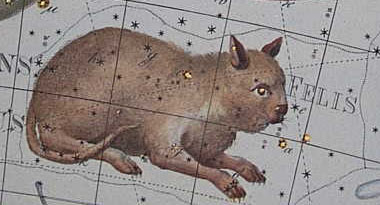
Felis

Felis (tiếng Latin là "mèo") là chòm sao được phát hiện bởi nhà thiên văn học người Pháp Jérôme Lalande vào năm 1799. Ông đã chọn tên này một phần bởi vì ông là người yêu mèo, ông cảm thấy hối tiếc vì chưa có chòm sao được đặt tên theo loài vật này (dù đã có chòm sao Sư Tử và chòm sao Thiên Miêu). Ngày nay chòm sao này được chia thành chòm sao Tức Đồng và chòm sao Trường Xà.
Nó được mô tả lần đầu tiên trong cuốn Uranographia sful Astrorum Descriptio (1801) của Johann Elert Bode. Nó đã lỗi thời.